# 高根沢町立北高根沢中学校
高根沢町立北高根沢中学校（たかねざわちょうりつ きたたかねざわちゅうがっこう）は、栃木県塩谷郡高根沢町太田にある公立中学校。

## 部活動
以下の部活動がある。
- 野球
- サッカー
- ソフトテニス（男・女）
- 剣道（男・女）
- ソフトボール
- バレーボール
- バスケットボール
- 美術

## 通学区域
高根沢町の以下の地区が該当する。
高根沢町
- 上高根沢
- 栗ケ島
- 寺渡戸
- 西高谷
- 花岡
- 平田

- 太田
- 桑窪
- 上柏崎
- 亀梨
- 中柏崎
- 下柏崎

- 飯室
- 文挾
- 伏久
- 柿木沢
- 狭間田
- 石末（一部地域）